# Polska na Halowych Mistrzostwach Europy w Lekkoatletyce 1986
Polska na Halowych Mistrzostwach Europy w Lekkoatletyce 1986 – reprezentacja Polski podczas zawodów w Madrycie zdobyła dwa srebrne medale.

## Wyniki reprezentantów Polski

### Mężczyźni
- bieg na 60 m
  - Krzysztof Zwoliński odpadł w eliminacjach
- bieg na 200 m
  - Jacek Licznerski odpadł w eliminacjach
  - Krzysztof Zwoliński odpadł w eliminacjach
- bieg na 3000 m
  - Czesław Mojżysz zajął 11. miejsce
- bieg na 60 m przez płotki
  - Romuald Giegiel zajął 6. miejsce
  - Krzysztof Płatek odpadł w eliminacjach
- skok wzwyż
  - Krzysztof Krawczyk zajął 6.-7. miejsce
  - Dariusz Zielke zajął 9. miejsce
- skok o tyczce
  - Marian Kolasa zajął 2. miejsce
  - Mirosław Chmara zajął 4. miejsce
  - Ryszard Kolasa zajął 6.-8. miejsce
- skok w dal
  - Mirosław Hydel zajął 9. miejsce
  - Jerzy Żeligowski zajął 13. miejsce
- pchnięcie kulą
  - Edward Sarul zajął 5. miejsce

### Kobiety
- bieg na 200 m
  - Ewa Kasprzyk zajęła 2. miejsce
  - Ewa Pisiewicz zajęła 4. miejsce
- skok wzwyż
  - Urszula Kielan zajęła 9.-10. miejsce
- skok w dal
  - Agata Karczmarek zajęła 11. miejsce